# 嵐山甫安

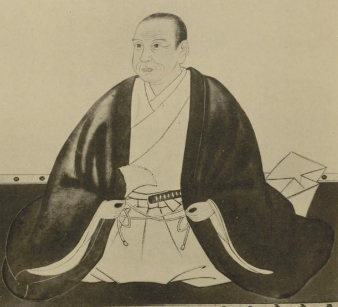
嵐山甫安 (医家）

嵐山 甫安（あらしやま ほあん、1633年（寛永10年）- 1693年12月26日（元禄6年11月30日））は、江戸時代前期の蘭方医である。本姓は判田、名は春育。初号は李庵。

## 経歴・人物
肥前の平戸に生まれる。祖父は筑前の出身であり、後に同地で活動拠点を移し父は判田三郎兵衛尉はオランダ通詞として活動した。後に当時平戸藩主だった松浦鎮信（重信）の侍医となり、1661年（寛文元年）には藩主の命により長崎に活動拠点を移す。その後は同地の出島に所在するオランダ商館で当時館医として来日していたアルマンス・カッツおよびダニエル・ブッシュ、ハルム等から外科を中心に蘭方医学を学んだ。
1664年（寛文4年）には日本で現存する最古の欧文医学修業証明書であるオランダ語で書かれた証明書を授与され、後に病を患うも摂津の有馬温泉で回復する。その後は上洛し関白の一条冬経等の治療にあたり、活動拠点である嵐山の姓を名乗り1672年（寛文12年）には法橋に叙された。その後は自身で後に江戸幕府に仕える桂川流の外科を開業し、1687年（貞享4年）には兎唇手術を行い桂川甫筑等多くの門人の育成にあたった。

## 主な著作物
- 『蕃国治方類聚（的伝）』- 乾および坤巻からなる[2]。オランダ商館でカッツやブッシュから学んだ膏油薬用法等を参考にした記述が著されているが[2][3]、後に向井元升の門人である蘭方医のアンス・ヨアンおよびステイペットが著したとされている蘭文を翻訳したものが追加されている[3]。
- 『油取様書』